# Olshammarsgatan

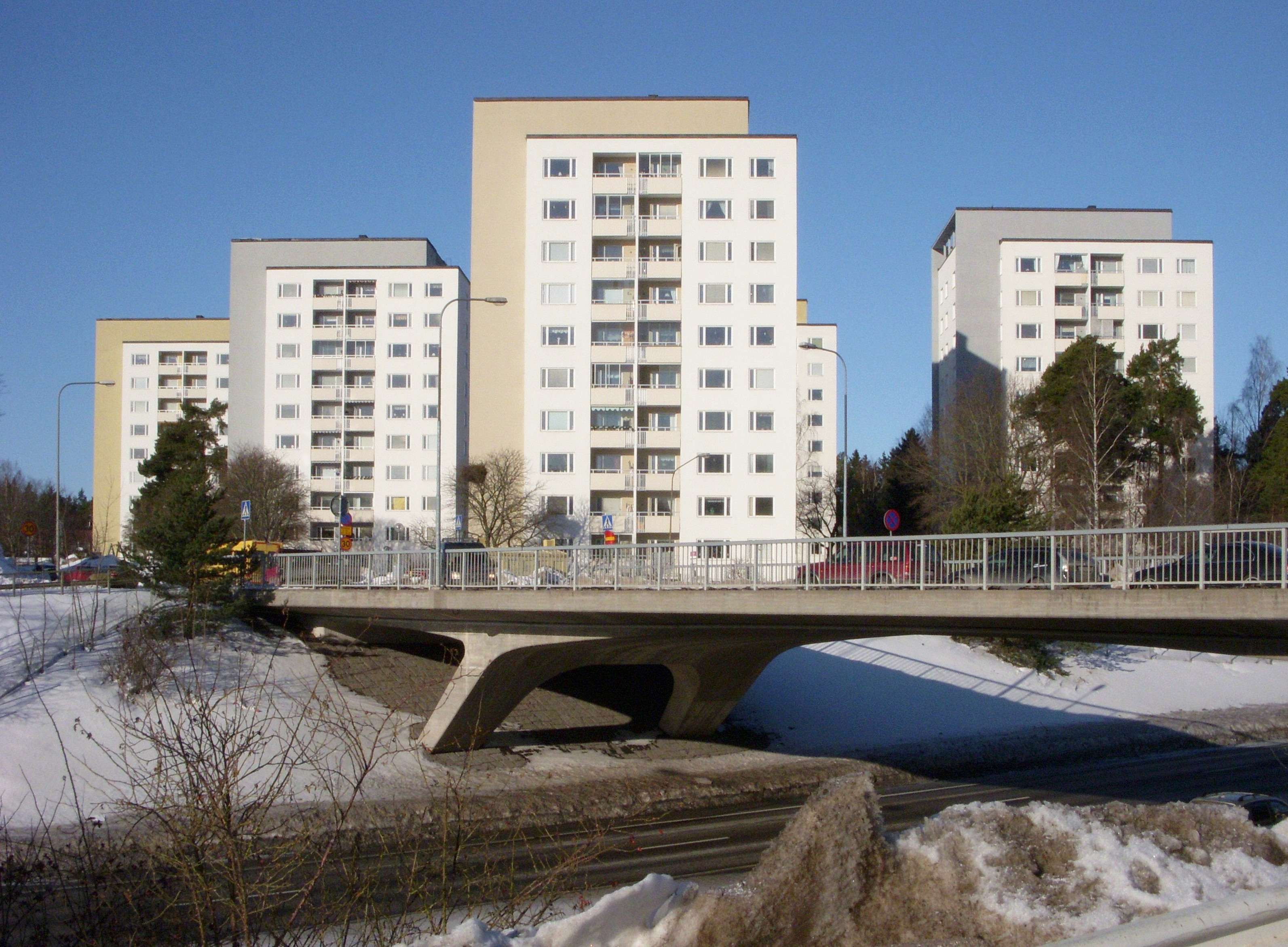
Olshammarsgatans bro över Huddingevägen.

Olshammarsgatan är en cirka 600 meter lång gata i stadsdelen Hagsätra belägen i Söderort inom Stockholms kommun. 
Olshammarsgatan är en av två huvudförbindelser i stadsdelen. Den andra är Glanshammarsgatan. Gatan sträcker sig i sydvästlig riktning från Vintrosagatan i öster vid Hagsätra centrum till en t-korsning med gatorna Stjärnsundsgatan och Gällerstagränd i Ormkärr beläget i väster. Olshammarsgatan korsar länsväg 226 (Huddingevägen) på en bro vid Hagsätramotet. Olshammarsgatan korsas även av Tunnelbanans gröna linje 19 som strax norr därom har sin slutstation i Hagsätra. Olshammarsgatan trafikeras i sin helhet av SL busslinje 143. Anslutande gator är Vintrosagatan, Göksholmsbacken, Kvarntorpsgränd, Huddingevägens på- och avfarter, Gällerstagränd och Stjärnsundsgatan.
Namnet Olshammarsgatan härstammar precis som flertalet övriga gatunamn i Hagsätra från orter i landskapet Närke. I detta fall orten Olshammar i Askersunds kommun, Örebro län.